# 1951 en Alberta
Chronologie de l'Alberta
- 1947
- 1948
- 1949
- 1950
- 1951
- 1952
- 1953
- 1954
- 1955

Cette page concerne des événements qui se sont produits durant l'année 1951 dans la province canadienne de l'Alberta.

## Politique
- Premier ministre :   Ernest Manning du Crédit social
- Chef de l'Opposition :
- Lieutenant-gouverneur :  John James Bowlen.
- Législature :

## Naissances
- Paul D. Janz (né en 1951 à Three Hills) , musicien et théologien canadien.
- Sylvie Van Brabant, cinéaste documentariste et productrice canadienne francophone née en 1951 à Saint-Paul-des-Métis[1]. Elle est maintenant établie et travaille au Québec.
- 11 mai : Edward Michael dit Ed Stelmach (né à Lamont) est Premier ministre de l'Alberta de 2006 à 2011. Il fut élu chef de l'Association progressiste-conservateur de l'Alberta le 3 décembre 2006[2]. Il a été un député à l'Assemblée législative de l'Alberta, représentant la circonscription de Fort Saskatchewan-Vegreville.
- 7 juin : Brent Severyn (né à Vegreville), joueur professionnel canadien de hockey sur glace[3].
- 17 décembre : Kenneth Hitchcock (né à Edmonton), entraineur canadien de hockey sur glace.

## Décès
- 7 décembre : Lawrence Peter Peterson (né le 12 avril 1873, décédé à Kathryn), homme politique provincial de l'Alberta, au Canada. Il a siégé à l'Assemblée législative de l'Alberta de 1921 à 1930, siégeant au gouvernement au sein du parti des agriculteurs unis.